# Falling Awake
"Falling Awake" é um single promocional da cantora Tarja Turunen. Em 24 de agosto, o single foi posto para download no iTunes, e também foi liberado no You Tube um vídeo promocional que mostra Tarja e sua banda gravando a canção em estúdio.
O single também traz uma versão própria de Tarja para a canção "The Good Die Young", que Tarja gravou com a banda alemã Scorpions, para o álbum de despedida deles, Sting in the Tail, em 2010.

## Descrição e composição
Essa foi a primeira música lançada por Tarja que foi completamente produzida por ela, a letra também foi escrita por ela, mas recebeu alguns retoques de Johnny Andrews nas hora da gravação. Em estúdio, Tarja teve a participação especial de três guitarristas, Joe Satriani na versão original, Jason Hook na versão do single e Julian Barrett na versão para download.
Após o lançamento, Tarja falou em seu blog sobre a composição e sobre como a letra significa para ela:
| “ | [...]Esse primeiro single é muito pessoal para mim; eu escrevi junto om o cantor e compositor Johnny Andrews. A história é sobre minha vida como artista hoje; eu senti que era hora de escrever algo mais confidente [...] Eu sinto que a letra representa muitas outras pessoas, por isso sei que muitas pessoas vão se sentir identificadas com ela. | ” |

## Lista de músicas
| Faixa | Música                                 | Duração |
| ----- | -------------------------------------- | ------- |
| 01    | "Falling Awake" (versão do single)     | 04:43   |
| 02    | "The Good Die Young" (Versão da Tarja) | 05:15   |